# Ladé
Ladé était un îlot 2,5 km à l'ouest de l'antique cité grecque de Milet en Ionie, de nos jours en Turquie, et sur lequel était aménagé son port. Orienté Sud-Ouest - Nord-Est, l'îlot était long d'environ trois km pour une largeur de 900 m.
Déjà à l'époque archaïque la baie face à Milet commence à s'ensabler en raison du dépôt des alluvions apportées par le Méandre. À l'époque hellénistique, Priène et Myonte ont perdu leur accès à la mer, dans l'Antiquité tardive Milet est à l'intérieur des terres. Actuellement, l'ancien site de Ladé se trouve à environ 1,2 km de la mer et ses hauteurs accueillent le village de Batiköy.
Plusieurs batailles navales ont eu lieu au large de l'île durant l'Antiquité.